# Изложба „Цртеж и мала пластика” (децембар 1987)
Изложба „Цртеж и мала пластика” се одржала у периоду од децембра 1987. до јануара 1988. године у Центру за културу Алексинац и Народном музеју Зајечар.

## Уметнички савет
Избор радова за изложбу је обавио Уметнички савет Удружења ликовних уметника Србије.

## Излагачи

### Цртежи
1. Срђан Алексић
2. Ивана Брадановић
3. Растко Васић
4. Борут Вилд
5. Шемса Гавранкапетановић
6. Вјера Дамјановић
7. Милица Динић
8. Душан Ђокић
9. Светлана Златић
10. Љубомир Иванковић
11. Маријана Каралић
12. Владимир Јанковић
13. Божидар Каматовић
14. Божидар Кићевић
15. Божидар Ковачевић
16. Слободан Кузмановић
17. Радмила Лазаревић
18. Бранислав С. Марковић
19. Мома Марковић
20. Милан Мартиновић
21. Бранимир Мијушковић
22. Момчило Митић
23. Миодраг Млађеновић
24. Емил Милошевић
25. Живорад Милошевић
26. Марклен Мосијенко
27. Миодраг Нагорни
28. Зоран Настић
29. Зоран Нинковић
30. Властимир Николић
31. Гордана Олујић
32. Драгана Петровић
33. Мице Попчев
34. Ставрос Попчев
35. Миомир Радовић
36. Невенка Рајковић
37. Даница Ракиџић Баста
38. Небојша Радојев
39. Светлана Раденовић
40. Ђуро Радонић
41. Сања Рељић
42. Мирјана Роквић Златановић
43. Едвина Романовић
44. Мирослав Д. Савић
45. Оливера Савић
46. Слађана Стојановић
47. Љиљана Стојановић
48. Милица Томић
49. Биљана Шево

### Мала пластика
1. Милан Бесарабић
2. Нада Денић
3. Драган Димитријевић
4. Момчило Јанковић
5. Мице Попчев
6. Раде Првуловић
7. Татјана Стефановић Зарин
8. Станка Тодоровић
9. Томислав Тодоровић